# 斯莫利亞瓦
50°24′13″N 25°5′38″E / 50.40361°N 25.09389°E
斯莫利亞瓦（烏克蘭語：Смолява），是烏克蘭的村落，位於該國西部沃倫州，由盧茨克區負責管轄，始建於1561年，面積9.86平方公里，海拔高度198米，2001年人口707，人口密度每平方公里71.7人。